# Lotusland
Lotusland is een compositie van Arvid Kleven. Deze Noorse componist liet door zijn korte levensduur maar weinig stukken na en de stukken die hij schreef vielen niet alle in goede aarde. Kleven schreef in een afwijkende stijl ten opzichte van het "klassieke" Noorse viertal Edvard Grieg, Christian Sinding, Johan Halvorsen en Johan Svendsen. Kleven schreef dit werk begin twintiger jaren van de 20e eeuw, maar doet geheel niet Noors aan. Het werk is geschreven in Parijs, dat toen zeer onder invloed lag van het impressionisme. Lotusland is dan ook een mengeling van die stijl en de Noorse romantiek.
De eerste uitvoering is niet exact bekend, maar men vermoedt dat deze in het voorjaar van 1922 heeft plaatsgevonden.
Cyril Scott schreef zijn Lotus land voor piano solo in 1905.

## Orkestratie
- 2 dwarsfluiten (I ook piccolo), 2 hobo’s, 2 klarinetten, 2 fagotten
- 4 hoorns,
- pauken,  man/vrouw percussie,  harp,  piano,
- violen, altviolen, celli, contrabassen

## Discografie
- Uitgave Simax: Orkest van de Noorse Omroep o.l.v. Christian Eggen (opname
- Uitgave BIS Records: Stavanger Symfoniorkester o.l.v. Susanna Mälkki (opname  2005)